# Mistrzostwa Europy w Lekkoatletyce 1982 – pchnięcie kulą kobiet

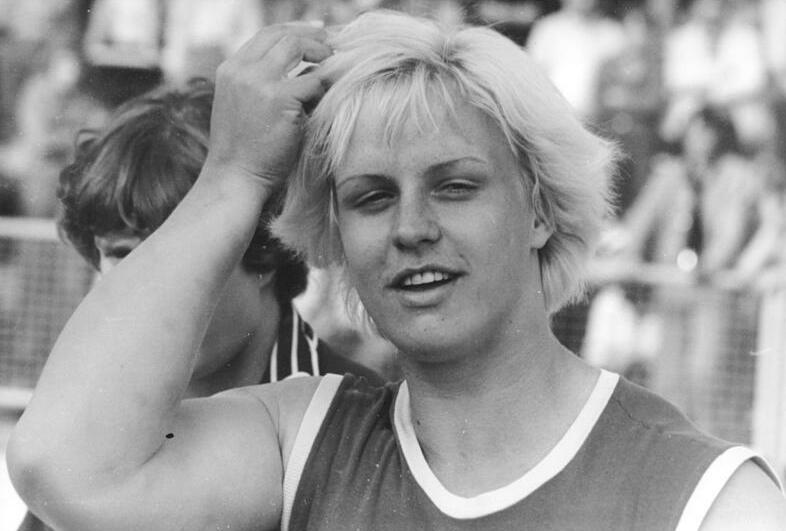
Ilona Slupianek

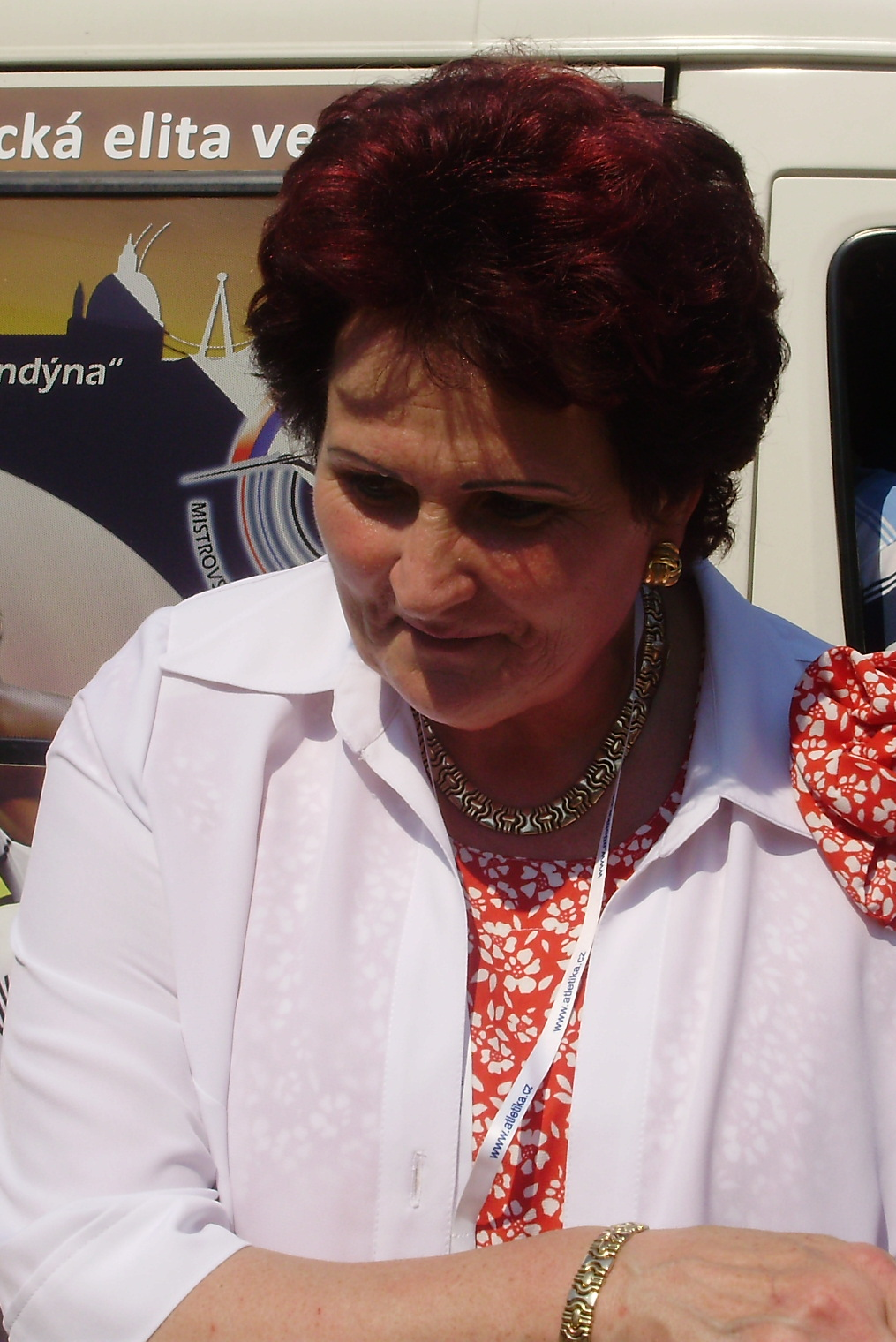
Helena Fibingerová w 2012

Pchnięcie kulą kobiet było jedną z konkurencji rozgrywanych podczas XIII mistrzostw Europy w Atenach. Rozegrano od razu finał 6 września 1982 roku. Zwyciężczynią tej konkurencji została reprezentantka Niemieckiej Republiki Demokratycznej Ilona Slupianek, która obroniła tytuł zdobyty cztery lata wcześniej. W rywalizacji wzięło udział jedenaście zawodniczek z siedmiu reprezentacji.

## Rekordy
| Rekord świata     | Ilona Slupianek (GDR) | 22,45 | Poczdam, NRD          | 10.05.1980 |
| Rekord Europy     | Ilona Slupianek (GDR) | 22,45 | Poczdam, NRD          | 10.05.1980 |
| Rekord mistrzostw | Ilona Slupianek (GDR) | 21,41 | Praga, Czechosłowacja | 30.08.1978 |

## Wyniki

### Finał
| Poz. | Zawodniczka         | Reprezentacja  | Próby | Próby | Próby | Próby | Próby | Próby | Wynik | Uwagi |
| Poz. | Zawodniczka         | Reprezentacja  | 1     | 2     | 3     | 4     | 5     | 6     | Wynik | Uwagi |
| ---- | ------------------- | -------------- | ----- | ----- | ----- | ----- | ----- | ----- | ----- | ----- |
| 01 ! | Ilona Slupianek     | NRD            | 19,97 | 20,65 | 21,59 | 20,74 | 20,56 | 21,27 | 21,59 | CR    |
| 02 ! | Helena Fibingerová  | Czechosłowacja | 20,94 | 19,80 | 19,97 | 19,60 | 19,39 | 19,55 | 20,94 |       |
| 03 ! | Nunu Abaszydze      | ZSRR           | 19,78 | x     | x     | 19,58 | x     | 20,82 | 20,82 |       |
| 4.   | Elena Stojanowa     | Bułgaria       | 19,79 | 19,76 | 20,13 | 19,36 | 19,71 | 20,35 | 20,35 |       |
| 5.   | Werżinia Weselinowa | Bułgaria       | 19,26 | 19,46 | 19,97 | 20,23 | x     | 19,98 | 20,23 |       |
| 6.   | Helma Knorscheidt   | NRD            | 20,10 | 19,64 | 20,21 | x     | 20,15 | 20,21 | 20,21 |       |
| 7.   | Liane Schmuhl       | NRD            | 19,91 | 19,85 | 20,09 | 19,56 | x     | 19,58 | 20,09 |       |
| 8.   | Mihaela Loghin      | Rumunia        | 18,91 | x     | 18,42 | 18,86 | 18,50 | 18,57 | 18,91 |       |
| 9.   | Zdeňka Šilhavá      | Czechosłowacja |       |       |       |       |       |       | 18,46 |       |
| 10.  | Soultana Saroudi    | Grecja         |       |       |       |       |       |       | 17,39 |       |
| 11.  | Gunnel Hettman      | Szwecja        |       |       |       |       |       |       | 13,24 |       |